# Gabriel Gilbert
Gabriel Gilbert, född omkring 1620, död omkring 1680, var en fransk skald.
Gilbert var en längre tid sekreterare hos hertiginnan av Rohan och innehade därefter samma tjänst hos drottning Kristina, som 1657 utnämnde honom till sin resident vid franska hovet. Bland hans dikter märks Art de plaire (efter Ovidius "Ars amandi") och nio tragedier. I Téléphonte medarbetade Richelieu.

## Fotnoter
1. 1 2  MAK, PLWABN-ID: 9810532778405606.[källa från Wikidata]
2. 1 2  Trove, NLA Trove-ID: 1194262, läst: 9 oktober 2017.[källa från Wikidata]
3. ↑  Libris, Kungliga biblioteket, SELIBR-ID: 361011, läst: 9 oktober 2017.[källa från Wikidata]